# Ciutat Escollida
Ciutat Escollida és un barri de la ciutat d'Alacant, segregat del de Joan XXIII l'any 2018. Aquest barri compta l'any 2021 amb 3.228 habitants.
A finals dels anys 1960 l'empresa constructora Calpisa va decidir construir una nova fornada d'habitatges en la zona nord d'Alacant, en les Llomes del Garbinet, entre el que posteriorment seria la Via Parc i la carretera que porta al Palamó. Serien construïdes entre 1968 i 1978, amb un total de quatre mil nous habitatges, molts d'ells de protecció oficial. Aquests blocs es troben la majoria junts en un únic edifici i un icònic lletrer corona el barri. En 2018 se segregaria de Joan XXIII.